# 原始のマン
『原始のマン』（げんしのマン、原題：Encino Man）は、1992年制作のアメリカ合衆国の映画。
突如現代に出現した1万年前の原始人と落ちこぼれ高校生2人組が巻き起こす騒動を描くファンタジー・コメディ映画。レス・メイフィールドの初監督映画。

## あらすじ
カリフォルニア州エンシノの高校に通うデイヴと親友のストーニーは、学校ではいじめられ、何の取り柄もない落ちこぼれ高校生。卒業を間近に控えた2人は記念に一度だけでも女の子たちにもてようと、自宅の裏庭にプールを掘り始める。
そんなある日、エンシノ一帯を大地震が襲う。この地震で2人が造りかけのプールの地中から巨大な氷塊が出現する。その中には人間の姿が。2人はガレージに氷塊を運び込み、ストーブの熱で氷を溶かした。すると、中から泥まみれの若い大男が現れた。それは1万年前に氷河に封じこめられた石器人だった。
彼を利用して人気者になろうと考えた2人は、彼をエストニアからの交換留学生リンクに仕立て上げて高校に連れて行くが、リンクは様々な騒動を巻き起こし、2人よりも人気者になってしまう。

## キャスト
- デイヴ：ショーン・アスティン（吹替：広中雅志）
- リンク：ブレンダン・フレイザー（吹替：森川智之）
- ストーニー：ポーリー・ショア（吹替：塩屋翼）
- キム：ジョナサン・クアン
- デイヴの父：リチャード・メイサー（吹替：神谷和夫）
- デイヴの母：マリエット・ハートレイ（吹替：横尾まり）
- ティーナ：エレン・ブレイン（吹替：小島幸子）
- ロビン：ミーガン・ウォード（吹替：玉川砂記子）
- マット：マイケル・デルイーズ（吹替：平田広明）
- パトリック・ヴァン・ホーン
- ダルトン・ジェームズ
- リック・ダコマン
- リチャード・メイサー
- ローズ・マッゴーワン
- エリック・アヴァリ

## 受賞
- 第13回ゴールデンラズベリー賞最低新人賞（ポーリー・ショア）[5][6]